# Corinna Scheurle
Corinna Scheurle (* 1991 in Badenweiler im Markgräflerland) ist eine deutsche Mezzosopranistin.

## Biografie
Corinna Scheurle kommt aus einer deutsch-ungarischen Musikerfamilie. Sie studierte an der Bayerischen Theaterakademie August Everding in München bei Kammersängerin Christiane Iven. Sie ist Stipendiatin des Wagner Verbands in Vorarlberg.
Ab 2017 war sie an der Staatsoper Unter den Linden in Berlin Mitglied des Internationalen Opernstudios. 2019 wechselte Corinna Scheurle ins Ensemble der Bayerischen Staatsoper in München. Daneben trat sie weiter auf an der Staatsoper Unter den Linden, bei den Bregenzer Festspielen, an der Kammeroper Rheinsberg, bei den Festspielen Baden-Baden (mit einer CD-Produktion der Deutschen Grammophon) und bei den Tiroler Festspielen Erl. Seit 2021 ist Scheurle festes Ensemblemitglied am Staatstheater Nürnberg.
Sie arbeitete mit Orchestern wie der Staatskapelle Berlin, dem Bayerischen Staatsorchester, dem Orchester der Komischen Oper Berlin, dem Symphonieorchester Vorarlberg, der Kammerakademie Potsdam, dem Chamber Orchestra of Europe, dem Münchner Rundfunkorchester und einer Kammermusikformation des Orchesters des NDR in der Elbphilharmonie Hamburg.
Als Liedsängerin trat Scheurle auf beim Hidalgo in München, am Konzerthaus Berlin, im Mendelssohn-Haus in Leipzig, an der Oper Lille, im Piano Salon Christophori Berlin, in der Schattenburg Feldkirch, im Vorarlberg Museum in Bregenz und bei der Chopin-Gesellschaft im Literaturhaus Darmstadt. Sie arbeitet regelmäßig mit den Liedpianistinnen Akemi Murakami und Klara Hornig.

## Rollen
- Agni („Kopernikus“, Claude Vivier)
- Annina („La Traviata“, Giuseppe Verdi)
- Carmen („Carmen“, Georges Bizet)
- Inès („Il Trovatore“, Giuseppe Verdi)
- Küchenjunge („Rusalka“, Antonín Dvořák)
- Lucienne („Die tote Stadt“, Erich Wolfgang Korngold)
- Marcellina („Le nozze di Figaro“, Wolfgang Amadeus Mozart)
- Mercédès („Carmen“, Georges Bizet)
- Octavian („Rosenkavalier“, Richard Strauss)
- Ruggiero („Alcina“, Georg Friedrich Händel)
- Sandmännchen („Hänsel und Gretel“, Engelbert Humperdinck)
- Tisbe („La Cenerentola“, Gioachino Rossini)
- Zweite Begleiterin („Médée“, Luigi Cherubini)
- Zweite Dame („Die Zauberflöte“, Wolfgang Amadeus Mozart)

## Auszeichnungen
- 2018: Preis des Verbands deutscher Gesangspädagogen im Rahmen des Bundeswettbewerb Gesang Berlin
- 2017: Erste Preisträgerin des Gasteig Musikpreises
- 2015: Semifinalistin des Internationalen Gesangswettbewerbs Neue Stimmen

## Diskografie
- „Die Tote Stadt“ von Erich Wolfgang Korngold. Dirigent: Kirill Petrenko mit dem Bayerischen Staatsorchester. Solisten: Jonas Kaufmann, Marlis Petersen, Andrzej Filończyk, Jennifer Johnston, Mirjam Mesak, Corinna Scheurle, Manuel Günther, Dean Power. Regie: Simon Stone. Bayerische Staatsoper Recordings, Naxos, 2021
- „Die Zauberflöte“ von Wolfgang Amadeus Mozart. Dirigent: Yannick Nézet-Séguin mit dem Chamber Orchestra of Europe und dem RIAS Kammerchor. Solisten: Rolando Villazón, Regula Mühlemann, Franz-Josef Selig, Albina Shagimuratova, Christiane Karg, Klaus Florian Vogt, Paul Schweinester, Tareq Nazmi, Levy Sekgapane, Douglas Williams, Johanni van Oostrum, Corinna Scheurle, Claudia Huckle. Produzent: Deutsche Grammophon, 2019